# Кипчацька сільська рада
Кипча́цька сільська рада (башк. Ҡыпсаҡ ауыл советы, рос. Кипчакский сельский совет) — муніципальне утворення у складі Бурзянського району Башкортостану, Росія. Адміністративний центр — присілок Абдулмамбетово.

## Населення
Населення — 1135 осіб (2019, 1114 в 2010, 1141 в 2002).

## Склад
До складу поселення входять такі населені пункти:
| Населений пункт          | Населення, осіб (2002) | Населення, осіб (2010) |
| ------------------------ | ---------------------- | ---------------------- |
| Абдулмамбетово, присілок | 652                    | 629                    |
| Кільдігулово, присілок   | 424                    | 428                    |
| Малий Кипчак, присілок   | 65                     | 57                     |